# The Best of R.E.M.
The Best of R.E.M. er et opsamlingsalbum fra det amerikanske alternative rockband R.E.M.. Det blev udgivet i 1991 kort efter studiealbummet Out of Time, der blev udgivet på Warner Bros., opsamlingsalbummet blev dog udgivet på deres gamle pladeselskab I.R.S..
Albummet blev kun udsendt i Storbritannien, New Zealand, Australien og Brasilien, med noter fra Remarks: The Story of R.E.M. af Tony Fletcher. Der var ikke særlige mix-versioner (modsat opsamlingsalbummet Eponymous), da alle sange findes på tidligere udgivelser.
Tre sange blev taget fra hver af deres fem stuediealbums, og en sang blev taget fra bandets første EP; Chronic Town, og der er således 16 sange på albummet.

## Spor
Alle sange er skrevet af Bill Berry, Peter Buck, Mike Mills og Michael Stipe:
1. "Carnival of Sorts (Box Cars)" – 3:51
2. "Radio Free Europe" – 4:03
3. "Perfect Circle" – 3:23
4. "Talk About the Passion" – 3:22
5. "So. Central Rain (I'm Sorry)" – 3:11
6. "(Don't Go Back To) Rockville" – 4:34
7. "Pretty Persuasion" – 3:53
8. "Green Grow the Rushes" – 3:42
9. "Cant Get There from Here" – 4:10
10. "Driver 8" – 3:18
11. "Fall On Me" – 2:49
12. "I Believe" – 3:32
13. "Cuyahoga" – 4:17
14. "The One I Love" – 3:17
15. "Finest Worksong" – 3:48
16. "It's the End of the World as We Know It (And I Feel Fine)" – 4:07

## Certificeringer
| Land     | Certificering |
| -------- | ------------- |
| Tyskland | Guld          |
| BPI - UK | Guld          |